# サザビーズ

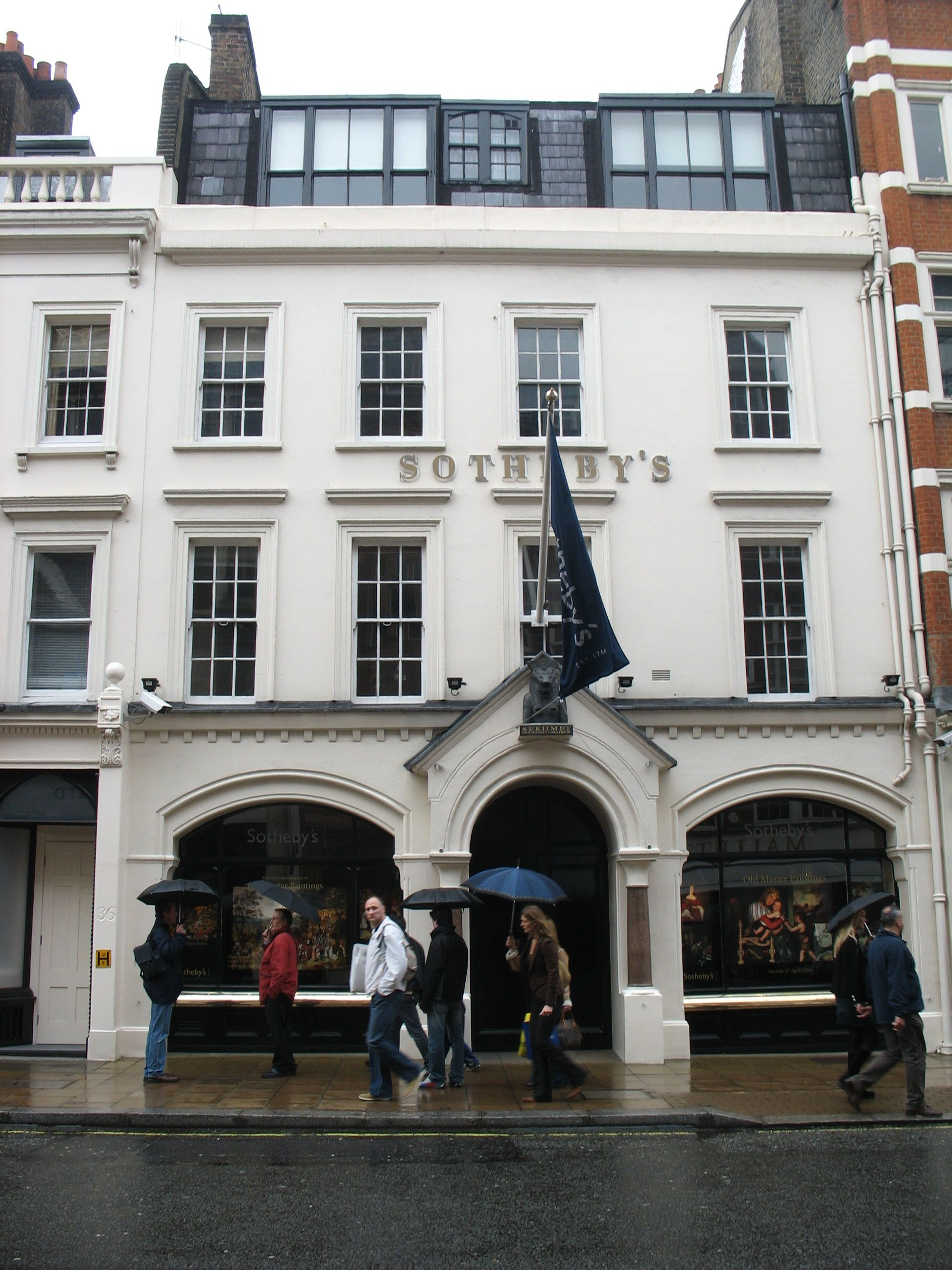
ロンドン、ニュー・ボンド・ストリートにたたずむサザビーズ。

サザビーズ（英: Sotheby's [ˈsʌðəbiz]、NYSE:BID）は、現在も操業する世界最古の国際競売会社。インターネット上でオークションを開催した世界初の美術品オークションカンパニーでもある。ロンドンで創業され、現在はニューヨークに本部を設置している。

## 沿革
1744年3月11日、サミュエル・ベイカーがジョン・スタンリー卿の図書館に所蔵されていた「数百の価値ある」本を売却する際、イギリスの首都ロンドンに設立された。当時の貴族は知的好奇心と虚栄心を満たすために、彼らにとって『価値が有る書籍』をどんなに高価でも入手しようとしていた。
サザビーズの名称は、サミュエル・ベイカーの甥であるジョン・サザビーに由来するものであり、彼はベイカーの死に伴い会社の半分の権限を相続した。
1983年に、アメリカの富豪A・アルフレッド・トーブマン（A. Alfred Taubman）によって買収され、1998年に公開会社となった。またサザビーズは、世界における卓越した美術品競売会社の地位をめぐって、クリスティーズ社との間に熾烈な競争関係を築いている。
今日、同社はアメリカドルにしておよそ20億ドルもの年間売り上げを誇り、オフィスをロンドンのニュー・ボンド・ストリートと、アメリカ合衆国ニューヨーク市マンハッタンのヨーク・アベニューに構える。サザビーズの市場における支配的な位置は、自然な成長と企業買収（1964年、アメリカの美術品競売最大手、パーク・バーネット社の買収が最も有名）、そして前世紀の周期的な「芸術景気後退」期間における賢明な経営を通して獲得したものである。

## 競売にかけられた芸術品
2006年5月3日、サザビーズがパブロ・ピカソ作のポートレート作品「ドラ・マールと猫(Dora Maar au Chat)」を競売にかけると9千5百万ドルで落札された。これはオークションで落札された品目中、世界で2番目に高額な芸術作品となった。しかし2006年6月18日、グスタフ・クリムト作の「アデーレ・ブロッホバウアーの肖像Ｉ(Portrait of Adele Bloch-Bauer I )」が非公式売買にて1億3千5百万ドルで売却されると、その時点での絵画の最高落札額を記録した。こうして、ピカソの「ドラ・マールと猫」は、その当時で史上3番目に高額な絵画に位置づけられた。
オークションで落札された最も高額な芸術作品の位置に最初に就いていたのはピカソの作品であり、この2004年時にサザビーズで競売にかけられた作品「パイプを持つ少年(Garçon à la pipe)」は、1億4百万ドルの値がついた。インフレーションを考慮して調整された価格から見ると、その当時ではクリスティーズで落札された2番目に高額なゴッホの作品と、サザビーズで落札された3番目に高額なルノワールの作品に次いで、同じくサザビーズにて落札されたこれらピカソの作品がそれぞれ4番目と5番目に高額な絵画として位置づけられた。
2012年5月3日、芸術作品の史上最高額を更新する約1億1992万ドル（約96億1200万円）でムンクの「叫び」が落札。また、2018年5月14日にはアメデオ・モディリアーニの裸婦像が1億5720万ドルで落札されて過去最高額となった。
宝石では、2014年に南アフリカで発見されたダイヤモンド「ジョセフィンのブルームーン」（12.03カラット）が2015年11月11日に競売に出品されて4863万4千スイスフランで落札。競売額としては、ダイヤモンドとしても1カラット当たりとしても価格も過去最高の記録を更新。

## 方針
出品者の個人情報の保護には厳格で、たとえ盗難品の出品者の個人情報でも警察に開示することはない。

## スキャンダル
2000年2月、サザビーズ社のCEOであったA・アルフレッド・トーブマンとダイアナ・ブルックスは、スキャンダルの真っ只中に足を踏み入れることとなった。これは、アメリカ連邦捜査局が競売を調査し、クリスティーズ社とサザビーズ社間でコミッション価格の操作を含めた共謀の事実があったことが明るみに出たためだった。同年10月、ブルックスは罪を認め、A・アルフレッド・トーブマンが原因だと指摘した。
2001年12月、ニューヨーク市裁判所の陪審員は、A・アルフレッド・トーブマンに共謀罪の評決を下した。彼は禁固1年と1日の判決が下り、ブルックスは3ヶ月の自宅謹慎と35万ドルの罰金の判決を受けた。

## サザビーズが登場する作品
1983年のイギリス映画『007 オクトパシー』で、ジェームズ・ボンドは任務でサザビーズの競売に参加する。1999年のイギリス映画『ロック、ストック&トゥー・スモーキング・バレルズ』の最後で、映画の登場人物の一人が「バザビーズ」とよばれる競売会社のオークション・カタログを見ているシーンがあり、これはサザビーズをもじったものと思われる。
また、アメリカ合衆国のアニメ『ファミリー・ガイ』のエピソード「ブラインド・アンビション」では、キャラクターのクリーブランド・ブラウンが、サザビーズの熟達した競売人であると言われている。
日本の漫画『HUNTER×HUNTER』には、「サザンピース」という名前のオークションハウスが登場する。明言はされていないが、サザビーズをモデルにしていると考えられる。

## テレビ番組
- 日経スペシャル ガイアの夜明け ニッポンの“美”を売れ ～沸騰する現代アートの裏側～（2007年10月23日、テレビ東京）[5] - 舞台裏に潜入。

## 参照
1. ↑  “モディリアニに172億円　サザビーズの過去最高額”.   日本経済新聞 (2018年5月15日). 2018年11月4日閲覧。
2. ↑  “ブルーダイヤに59億円　過去最高額で落札”.   日本経済新聞 (2015年11月11日). 2018年11月4日閲覧。
3. ↑  東京で盗難の高級絵画　英オークションに出品、落札される
4. ↑  “Octopussy (1983)” (英語).  MSN. 2009年7月5日閲覧。
5. ↑  ニッポンの“美”を売れ ～沸騰する現代アートの裏側～ - テレビ東京 2007年10月23日